# Egilsstaðir
Egilsstaðir [islandais: ˈeijɪlsˌstaːðɪr̥] est une localité islandaise de la municipalité de Múlaþing (et plus précisément de l'ancienne municipalité fusionnée de Fljótsdalshérað) située sur les rives du Lögurinn dans l'Est de l'île, dans la région de l'Austurland. En 2011, le village comptait 2 257 habitants.
Fondée en 1947 à la croisée des routes régionales et la route 1 près du pont au-dessus du Lagarfljót pour faire office de centre pour l'arrière-pays rural, elle regroupe l'administration régionale, un aéroport, une haute école, un hôpital, et de nombreuses services.
Si elle tire son nom d'une ferme originale, elle s'est agrandie pour devenir la plus grande ville de l'Est de l'Islande et devrait continuer de croître dans les années à venir pour accompagner l'essor économique attendu dans la région associé à la centrale hydroélectrique de Kárahnjúka et à la fonderie d'aluminium Alcoa à Reyðarfjörður.

## Toponymie
Egilsstaðir signifie "la ville d'Egill", Egill étant un prénom masculin islandais. "staðir" est le nominatif défini singulier de staður (ville, cité) donc "la ville" et "Egils" est le génitif du prénom Egill donc "d'Egill".